# シャルロット・フォー・エヴァー
『シャルロット・フォー・エヴァー』(Charlotte for Ever) は、セルジュ・ゲンスブール監督による1986年公開のフランス映画で、監督自身とその実娘シャルロット・ゲンズブールほか、ローラン・ベルタン、ローラン・デュヴィラールが出演している。

## あらすじ
かつてハリウッドの脚本家として成功したスタンは、今は近く自分が運転した車の事故によって失った妻を嘆いて落胆し、浮気症やアルコール依存の日々を送る。唯一の慰めは最愛の娘シャルロットだが、彼女は今は亡き母親の恋しさゆえ父親に責任を求め、父が母を殺したと口に出す。仕事仲間からの脚本料も途切れ、精神的に追い詰められたスタンに対し、結局シャルロットは父に、父は悪くないと言い、映画は幕を閉じる。

## キャスト
- シャルロット - シャルロット・ゲンズブール
- スタン - セルジュ・ゲンスブール
- レオン - ローラン・ベルタン（英語版）
- ハーマン - ローラン・デュヴィラール（フランス語版）